# Collegio uninominale Lombardia - 01 (2020)
Il collegio elettorale uninominale Lombardia - 01 è un collegio elettorale uninominale della Repubblica Italiana per l'elezione del Senato della Repubblica.

## Territorio
Come previsto dalla legge n. 51 del 27 maggio 2019, il collegio è stato definito tramite decreto legislativo all'interno della circoscrizione Lombardia.
È formato dal territorio dell'intera provincia di Varese (138 comuni) e da 14 comuni della provincia di Como: Appiano Gentile, Beregazzo con Figliaro, Binago, Carbonate, Castelnuovo Bozzente, Limido Comasco, Locate Varesino, Lurago Marinone, Mozzate, Oltrona di San Mamette, Rovellasca, Rovello Porro, Turate e Veniano.
Il collegio è parte del collegio plurinominale Lombardia - 01.

## Eletti
| Elezione | Elezione | Deputato           | Partito |
| -------- | -------- | ------------------ | ------- |
|          | 2022     | Massimiliano Romeo | Lega    |

## Dati elettorali

### XIX legislatura
Come previsto dalla legge elettorale, 74 senatori sono eletti con sistema a maggioranza relativa in altrettanti collegi uninominali a turno unico.
| Candidati                                 | Candidati                        | Voti    | %     | Liste                          | Voti    | %     |
| ----------------------------------------- | -------------------------------- | ------- | ----- | ------------------------------ | ------- | ----- |
|                                           | Massimiliano Romeo ✔️ Eletto     | 255 695 | 53,55 | Fratelli d'Italia              | 139 862 | 29,29 |
| Lega per Salvini Premier                  | Massimiliano Romeo ✔️ Eletto     | 255 695 | 53,55 | 72 808                         | 15,25   |       |
| Forza Italia                              | Massimiliano Romeo ✔️ Eletto     | 255 695 | 53,55 | 37 016                         | 7,75    |       |
| Noi moderati/Lupi - Toti - Brugnaro - UDC | Massimiliano Romeo ✔️ Eletto     | 255 695 | 53,55 | 6 009                          | 1,26    |       |
|                                           | Orlando Vivaldo Rinaldi          | 113 302 | 23,73 | Partito Democratico-IDP        | 79 048  | 16,56 |
| +Europa                                   | Orlando Vivaldo Rinaldi          | 113 302 | 23,73 | 16 810                         | 3,52    |       |
| Alleanza Verdi e Sinistra                 | Orlando Vivaldo Rinaldi          | 113 302 | 23,73 | 15 628                         | 3,27    |       |
| Impegno Civico - Centro Democratico       | Orlando Vivaldo Rinaldi          | 113 302 | 23,73 | 1 816                          | 0,38    |       |
|                                           | Giuseppina Versace               | 46 493  | 9,74  | Azione - Italia Viva - Calenda | 46 493  | 9,74  |
|                                           | Francesca Bonoldi                | 36 612  | 7,67  | Movimento 5 Stelle             | 36 612  | 7,67  |
|                                           | Sonia Sigurtà                    | 9 877   | 2,07  | Italexit                       | 9 877   | 2,07  |
|                                           | Emanuela Bruna Guggiola Pasolini | 6 611   | 1,38  | Italia Sovrana e Popolare      | 6 611   | 1,38  |
|                                           | Anna Maria Luridiana             | 4 182   | 0,88  | Unione Popolare                | 4 182   | 0,88  |
|                                           | Andrea Tronconi                  | 3 941   | 0,83  | Vita                           | 3 941   | 0,83  |
|                                           | Vincenzo Donnarumma              | 739     | 0,15  | Noi di Centro – Europeisti     | 739     | 0,15  |
| Totale                                    | Totale                           | 477 452 | 100   |                                | 477 452 | 100   |
|                                           |                                  |         |       |                                |         |       |
| Voti non validi                           | Voti non validi                  | 0       | 0,00  |                                |         |       |
| Votanti                                   | Votanti                          | 477 452 | 64,65 |                                |         |       |
| Elettori                                  | Elettori                         | 738 527 |       |                                |         |       |